# Ван Цзінькан
Ван Цзінькан (кит. трад. 王晉康, спр. 王晋康, піньїнь: Wáng Jìnkāng; нар. листопад 1948, Наньян, провінція Хенань) — китайський письменник-фантаст, що декілька разів отримував премію «Галактика», старший інженер, член багатьох літературних спілок.

## Біографія
Ван Цзінькан народився в листопаді 1948 року в Наньяні, що в провінції Хенань. Закінчив Університет Сіань Цзяотун у 1982 році. У XXI столітті письменник оголошував про закриття своєї кар'єри неодноразово, але потім повертався.

## Творчість
У творах Ван Цзінькана часто звучить тема заміни людини вищими формами життя, а його стиль похмурий, холодний і стрімкий, багатий на філософські конотації, він добре відстежує останні наукові відкриття XX століття, особливо біологічні. Серед його репрезентативних творів: «Пісня життя», «Вогонь у небі», «Синайський кошмар», «Семигранна мушля», «Гробниця Лагранжа», «Три кольорові світи», «Праведні пси», «Леопард», «Остання любов», «Тлумачення життя», «Баланс життя і смерті», «Бджоляр», «Ртутний посів», а також романи «Гуманоїди», «Антропоїдне життя», «Річка часу» тощо.
У книзі «Життя і смерть у рівновазі» Ван висуває теорію «збалансованої медицини», яка фокусується на зміцненні природної імунної системи організму шляхом зменшення медичних втручань, а пізніше знову представляє цю теорію під час спалаху атипової пневмонії. Однак пізніше був розкритикований: Ван Цзінькана називали псевдонауковцем.

## Членство
- Китайська асоціація письменників
- Китайська асоціація науково-популярних письменників
- Комітет наукової літератури та мистецтва
- Асоціація письменників провінції Хенань